# 沃韦尔
沃韦尔（法語：Vauvert，法語發音：[vovɛʁ]）是位于法国加尔省南部的一个市镇，属于尼姆区。

## 地理
沃韦尔（43°41'36"N, 4°16'34"E）面积109.86 平方千米，位于法国奧克西塔尼大區加尔省，该省份为法国南部沿海省份，南端濒地中海，北起顺时针与阿尔代什省、沃克吕兹省、罗讷河口省、埃罗省、阿韦龙省和洛泽尔省接壤。
与沃韦尔接壤的市镇（或旧市镇、城区）包括：滨海圣玛丽、博瓦桑、勒凯拉尔、圣吉勒、圣洛朗代古兹、韦斯特里克和康迪亚克。
沃韦尔的时区为UTC+01:00、UTC+02:00（夏令时）。

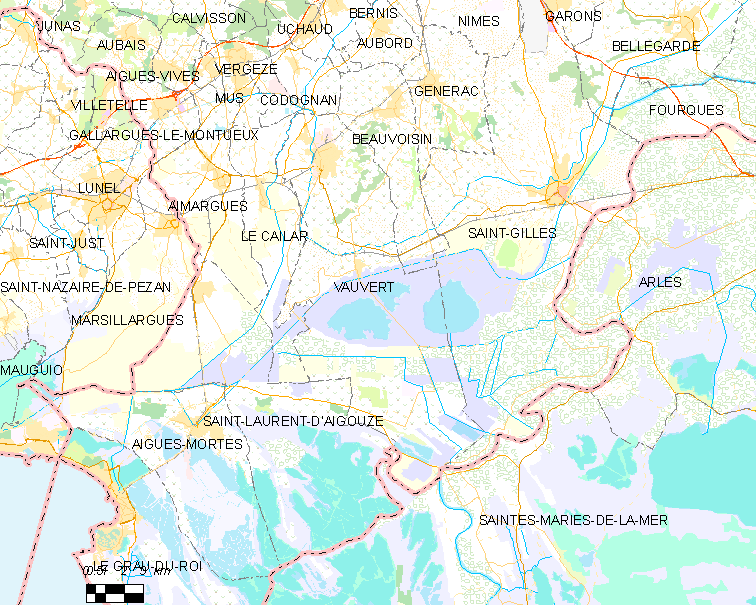
沃韦尔的OSM定位图

## 行政
沃韦尔的邮政编码为30600，INSEE市镇编码为30341。

## 政治
沃韦尔所属的省级选区为沃韦尔县，同时也是该县的中央投票站所在地。

## 人口

1962-2008年间沃韦尔人口变化图示

沃韦尔于2022年1月1日时的人口数量为11772人。